# Eremaphanta turcomanica
Eremaphanta turcomanica är en biart som beskrevs av Popov 1957. Eremaphanta turcomanica ingår i släktet Eremaphanta och familjen sommarbin. Inga underarter finns listade i Catalogue of Life.